# Río Bomu
El río Bomu o Mbomou es un largo río del África central, una de las fuentes del río Ubangui, a su vez afluente del río Congo, que forma durante todo su curso la frontera entre el norte de la República Democrática del Congo y el sur de la República Centroafricana (donde es llamado Mbomou).
El río nace en la trifrontera entre Sudán del Sur, la República Democrática del Congo y la República Centroafricana y discurre en general en dirección  oeste, describiendo una ligera curva de 966 km de longitud a través de las sabanas para reunirse en Yakoma al río Uele y así dar nacimiento al río Ubangui.

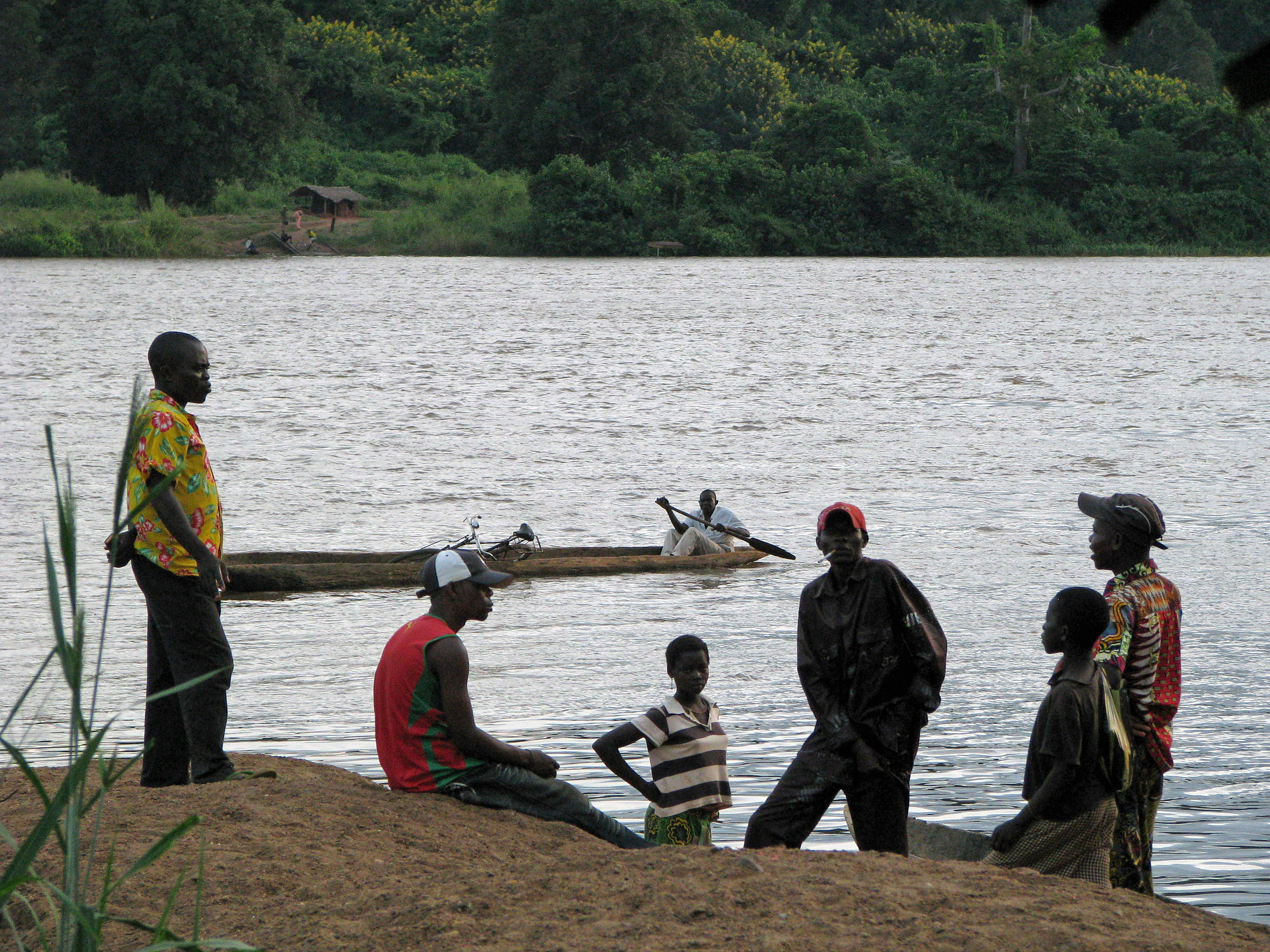
Pescadores frente al río Mbomou y la frontera de la República Democrática del Congo en Bangassou (República Centroafricana).

Las aguas del río Bomu son más claras que las del río Uele, y ambas permanecen con sus tonalidades diferentes sin mezclarse del todo a lo largo de varios kilómetros del río Ubangui.
El río da nombre a las prefecturas de  Haut-Mbomou y Mbomou.
Sus principales afluentes llegan casi todos desde la República Centroafricana, por la margen derecha, como los ríos Mbokou, Ouara, Chinko (420 km) y Mbari; y, por la margen izquierda, llegan el río Asa, y casi en la desembocadura el río Bili.
El río Bomu forma el límite de la Reserva de fauna de Bomu (con dos secciones, Oriental y Occidental) de la República Democrática del Congo.